# 7 Pułk Artylerii Górskiej (austro-węgierski)
Pułk Artylerii Górskiej Nr 7 (Gebirgsartillerieregiment Nr. 7) – pułk artylerii górskiej cesarskiej i królewskiej Armii.
Pułk został utworzony w 1908 roku.
Pułk stacjonował w Mostarze na terytorium 16 Korpusu i wchodził w skład 3 Brygady Artylerii Górskiej, natomiast kadra zapasowa stacjonowała Lugoj (węg. Lugos) na terytorium 7 Korpusu, który był okręgiem uzupełnień dla pułku.

## Kadra
Komendanci pułku
- ppłk Ottokar Kubesch (1914)

Oficerowie
- kpt. Franciszek Meraviglia-Crivelli
- kpt. Rudolf Patočka